# Río Gallo
El río Gallo es un río  de la península ibérica afluente del río Tajo que nace en la Sierra de Albarracín, término municipal de Orihuela del Tremedal, en la provincia de Teruel, en la comunidad autónoma de Aragón en España. Discurre prácticamente en su totalidad por la provincia de Guadalajara, y desemboca en el Tajo en el  término municipal de la guadalajareña localidad de Zaorejas, en el paraje conocido en la zona como Puente de San Pedro.

## Curso

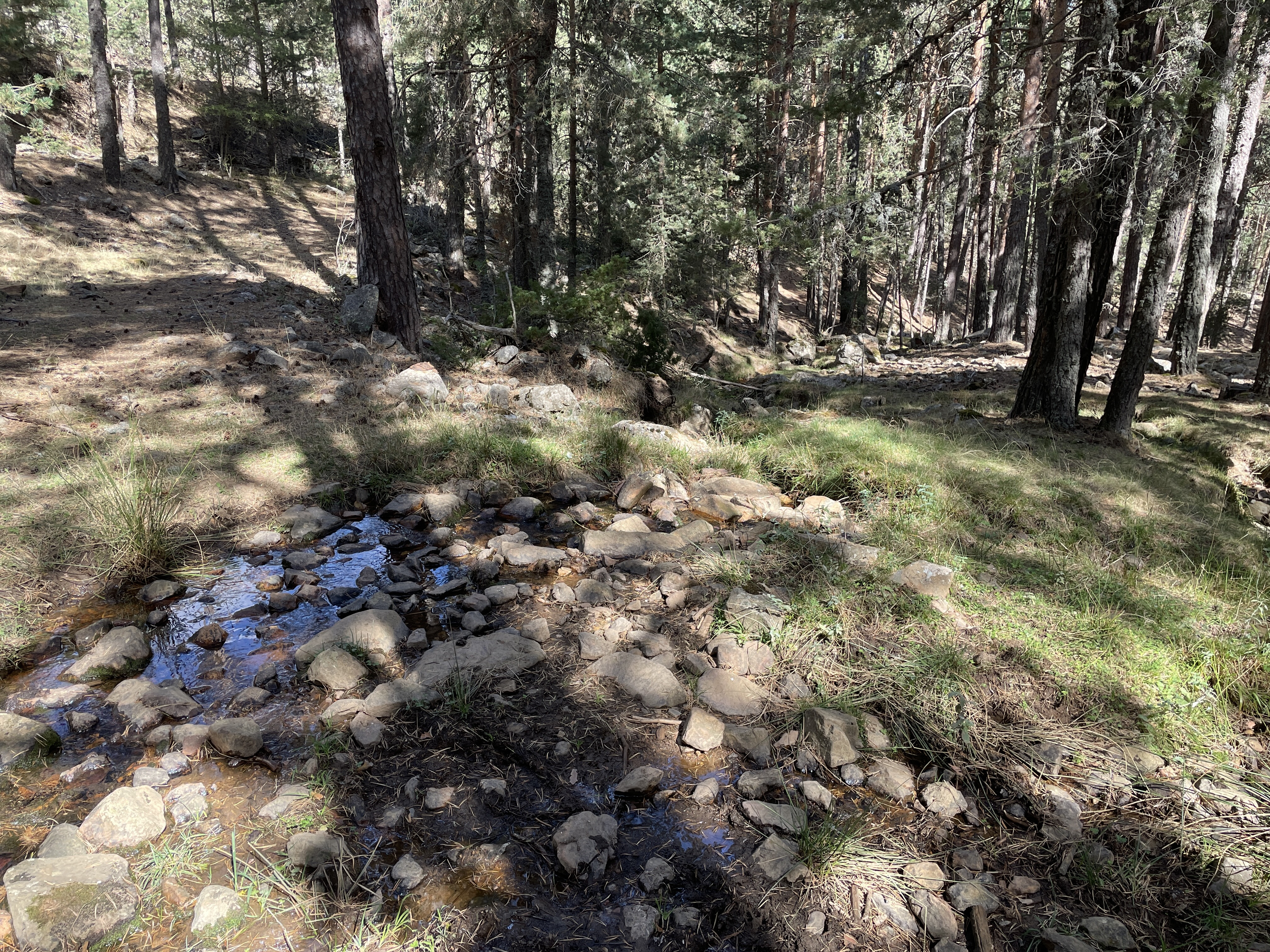
Nacimiento del río Gallo, en la Sierra del Tremedal, Orihuela del Tremedal (Teruel, España).

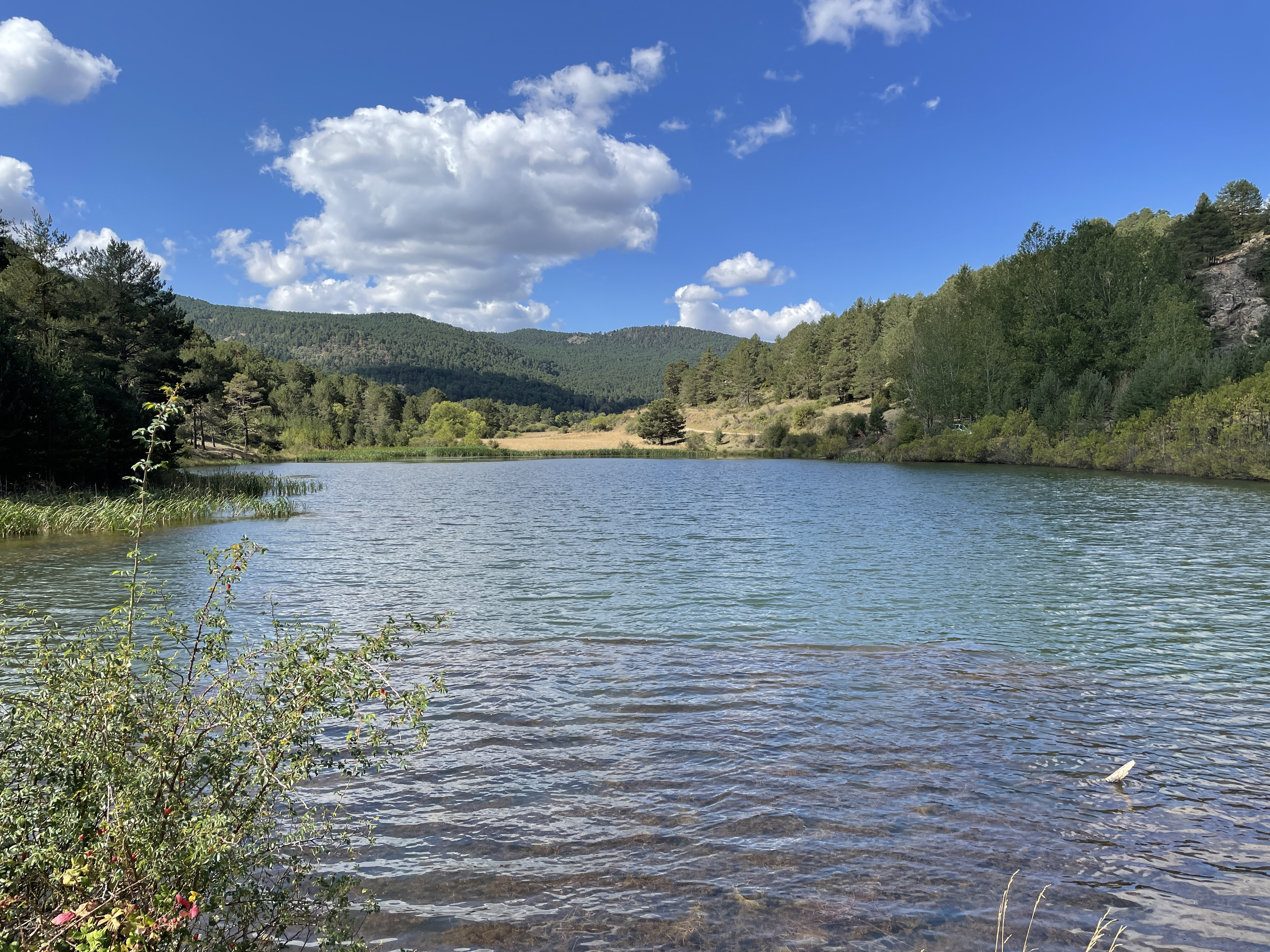
El Gallo a su paso por la Balsa de la Toba, Orihuela del Tremedal.

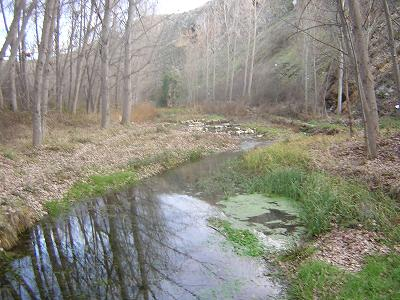
Curso medio del río Gallo cerca de Chera.

El  nacimiento del río Gallo se encuentra en la Sierra del Tremedal (conocida igualmente como Macizo del Tremedal), de los Montes Universales, al pie del Pico Caimodorro que con sus  1.936 metros de altitud es el más elevado de la Sierra de Albarracín. Emerge bajo uno de los ríos de piedra de la zona, en la conocida como Fuente de las Lanas. Al río se une el Arroyo de Gargantavellanos, también procedente de otro manantial que surge bajo otro río de Piedra de la Sierra del Tremedal, justo antes de la  llamada  Balsa de la Toba, una zona de pesca de trucha, en su modalidad de captura y suelta, calificada de Alta Montaña que junto a la  Fuente del Cura conforma un área recreativa, cuyo caudal también se incorpora al río Gallo. De este pequeño embalse, el río desciende hacia el casco urbano de Orihuela del Tremedal, el cual atraviesa de Oeste a Este en dirección a la vecina Guadalajara, a cuya provincia accede por la localidad de Alustante. 
El río Gallo, pasa por Molina de Aragón, donde había cangrejos de río que ya están, prácticamente, extinguidos.
Su desembocadura en el Tajo se produce en el paraje conocido como  Puente de San Pedro, dentro del término municipal de la localidad de Zaorejas, provincia de Guadalajara, tras discurrir 89,9 kilómetros por las provincias de Teruel y Guadalajara.

## Geología
El río Gallo, discurre por una zona de relieve accidentado, formando la llamada Hoz del río Gallo, a su altura por Corduente, una zona formada en el triásico inferior debido a la sedimentación y erosión sufrida por los diversos mares y torrentes que inundaron la zona varisca, por los que discurre actualmente el río, recibiendo el nombre de barranco de la Hoz el paraje situado cerca de Ventosa, donde se manifiestan plenamente las columnas erosionadas. Este cañón fluvial está considerado como Lugar de Interés Geológico por el IGME y forma parte del parque natural del Alto Tajo.